# Station Iwashimizu-hachimangu
Station Iwashimizu-hachimangu  (石清水八幡宮駅, Iwashimizu-hachimangu-eki) is een spoorwegstation in de Japanse stad Yawata. Het wordt aangedaan door de Keihan-lijn en de Otokoyama-kabelbaan. Het station heeft drie sporen, gelegen aan één eilandperron en een enkel zijperron. De enkelsporige kabelbaan kent twee ongenummerde zijperrons welke buiten het treinstation liggen.

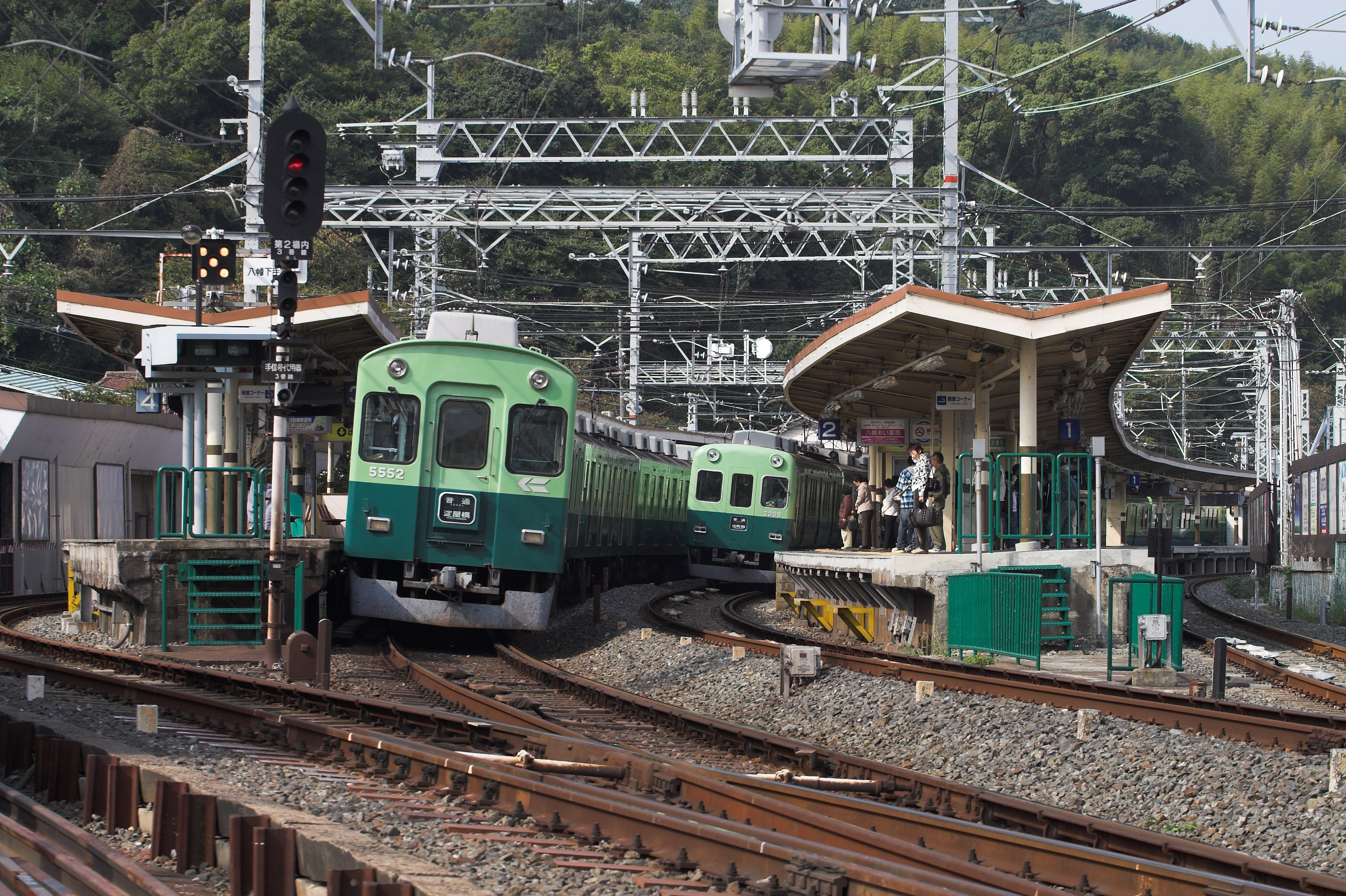
Perrons en sporen.

## Treindienst

#### Keihan-lijn
| 1 | ■ Keihan-lijn | richting Chūshojima, Sanjō en Demachiyanagi                |
| 2 | ■ Keihan-lijn | richting Hirakatashi, Kyōbashi, Yodoyabashi en Nakanoshima |

De perrons van de kabelbaan zijn ongenummerd en worden beide gebruikt. De kabelbaan heeft slecht één halte: het station Otokoyama-Sanjō.

## Geschiedenis
Het station werd geopend in 1910 onder de naam Yawata. In 1939 werd dit Iwashimizu-Hachimangū-mae (naar de nabijgelegen schrijn), in 1948 Yawatacho en in 1977 uiteindelijk Yawatashi. In 1917 werd het station getroffen door een overstroming.

## Overig openbaar vervoer
Bussen van Keihan.

## Stationsomgeving
- Otokoyama (berg)
  - Iwashimizu-schrijn (te bereiken via de kabelbaan)
- Gokō-brug
- Uji-rivier